# Chetrosu (okręg Vaslui)
Chetrosu – wieś w Rumunii, w okręgu Vaslui, w gminie Gherghești. W 2011 roku liczyła 450 mieszkańców.